# Adventisten
Als Adventisten (von lateinisch adventus ‚Ankunft‘) (anfangs Milleriten genannt) werden Mitglieder einer freikirchlichen Konfessionsfamilie bezeichnet, die Mitte des 19. Jahrhunderts in den USA ihren Ursprung hatte.

## Glaubenseinflüsse
Die Entstehung ist auf das Second Great Awakening zurückzuführen. Da deren Gründer Baptisten, Methodisten und Christian Connection waren, vertreten die meisten Adventisten arminianische Glaubensüberzeugung, d. h., dass sie die calvinistische Prädestinationslehre ablehnen und den freien Willen des Menschen zur Annahme der Erlösung durch Jesus Christus im Glauben befürworteten.
Zentrales Merkmal ihrer Lehre ist der zweite Advent, d. h. die nahe Wiederkunft Jesu Christi, dabei wird ein Prämillenarismus vertreten.
Weitere wichtige Lehrpunkte befassen sich mit der Heiligung des Sabbats als biblischen Ruhetag am siebenten Tag der Woche. Mit 21,9 Millionen weltweiten Mitglieder der Freikirche der Siebenten-Tags-Adventisten im Jahr 2022 gelten Adventisten weltweit als größte sabbathaltende Gruppe, sogar noch größer als das Judentum mit 15,25 Millionen Mitgliedern im selben Jahr. Diese Doktrin zeugt von dem frühen Kontakt mit Siebenten-Tags-Baptisten in der Entstehungsgeschichte.
Eine weitere Lehre ist der Annihilationismus, die Ablehnung der ewigen Höllenqual und damit verbunden die Ganztodtheorie mit der Ablehnung der Unsterblichkeit der Seele.
Adventisten haben einen großen Fokus auf eine gesunde Lebensweise, da sie in ihrer Entstehung eng mit der Abstinenzbewegung verbunden waren. Die meisten Adventisten sind Vegetarier, wenn sie Fleisch essen, halten sie sich an die biblischen Speisegebote von reinem und unreinem Tieren. Heutzutage gibt es zahlreiche adventisch getragene Gesundheits-, Bildungs- und Sozialeinrichtungen.
Weiterhin setzen sich Adventisten für Religionsfreiheit und die Trennung von Staat und Kirche ein. Auch wird in der Regel der Kriegsdienst verweigert.

## Geschichte
Der baptistische Prediger William Miller (1782–1849) aus Pittsfield, Massachusetts, berechnete auf der Grundlage der apokalyptischen Zeitangaben des Buches Daniel und einiger Jesusworte im Neuen Testament (besonders Matthäus 24 ) den Zeitpunkt der Wiederkunft Christi zunächst für den Herbst 1843, sodann für den 21. März 1844 und schließlich für den 22. Oktober 1844. Er fand viele Anhänger in den unterschiedlichsten Kirchen, auch aufgrund des großen Meteoritenschauers des Jahres 1833, den Miller auf Matthäus 24 bezogen hatte. Viele mussten aufgrund ihres Glaubens an die unmittelbar bevorstehende Wiederkunft ihre angestammten Kirchen verlassen. Nach dem Ausbleiben dieses Ereignisses zerfiel die nach Miller benannte Bewegung in verschiedene Gruppierungen, die auch theologisch unterschiedliche Richtungen einschlugen. Adventisten nahmen von konkreten Datierungen Abstand, halten aber daran fest, Jesus werde bald zurückkehren, seine Ankunft (lat. adventus) stehe kurz bevor.
Die Lehre des Sabbats wurde erstmals von Mitbegründer Joseph Bates vertreten, der von einem Flugblatt der Siebenten-Tags-Baptisten überzeugt wurde.

## Adventistische Kirchen und Glaubensgemeinschaften (Auswahl)
Die adventistische Bewegung hat im Lauf ihrer Geschichte eine große Zahl unterschiedlicher Glaubensgemeinschaften hervorgebracht. Nicht alle verweisen darauf in ihrem Namen. Einige der neu entstandenen Gemeinschaften versuchen, zu den ursprünglichen Lehren zurückzukehren und verstehen sich als Reformadventisten. Andere distanzieren sich vom alten adventistischen Glaubensgut und sehen sich heute als eine der vielen evangelischen Freikirchen. Manche der aus dem Adventismus hervorgegangenen Gruppierungen haben sich zu exklusiven religiösen Gemeinschaften entwickelt.
Einige aus dem Adventismus entstandene Gemeinschaften sind:
- Freikirche der Siebenten-Tags-Adventisten (STA): eine 1863 von der unter anderem wegen ihrer Visionen einflussreichen Ellen G. White mitbegründete Kirche, die nach eigenen Angaben Ende 2021 knapp 22 Millionen Mitglieder zählte.[7] Ihr Unterscheidungsmerkmal gegenüber anderen Religionsgemeinschaften ist in erster Linie die Einhaltung des Sabbats als Ruhetag.
- Gemeinde Gottes des siebenten Tages: nichttrinitarische, 1863 in den USA gegründete Gemeinschaft, die Ellen G. White als Prophetin ablehnte und sich deshalb von den Siebenten-Tags-Adventisten abspaltete.
- Reformadventisten: entstanden zu Beginn des Ersten Weltkriegs, nachdem die Leitung der deutschen Siebenten-Tags-Adventisten zum Kriegsdienst aufgerufen und Bibelgläubige, die an der adventistischen Ablehnung des Krieges festhielten, ausgeschlossen und teils auch den staatlichen Organen zur Bestrafung ausgeliefert hatte. Die damals Ausgeschlossenen gründeten 1919 die Internationale Missionsgesellschaft der Siebenten-Tags-Adventisten, alte seit 1844 stehengebliebene Richtung. Die Organisation wurde 1921 in Internationale Missionsgesellschaft der Siebenten-Tags-Adventisten, Reformationsbewegung umbenannt. Neben dieser gibt es noch eine weitere, von dieser 1951 abgespaltene unabhängige Reformadventisten-Gemeinde, die Gemeinschaft der Siebenten-Tags-Adventisten Reformationsbewegung e. V.
- Weltweite Kirche Gottes bzw. Vereinte Kirche Gottes: 1933 maßgeblich auf das Wirken von Herbert W. Armstrong zurückzuführende Kirche mit insgesamt circa 100.000 Mitgliedern. Die Weltweite Kirche Gottes gab Mitte der 1990er-Jahre die meisten ihrer bis dahin typischen Sonderlehren wie Sabbatruhe, Feiern jüdischer Feste oder die Britisch-Israel-Theorie auf.
- Sabbatruhe-Advent-Gemeinschaft in Dickendorf, die 1954 von Frederik T. Wright in Australien gegründet wurde und heute in Europa ca. 100–150 Mitglieder hat, die meisten davon in Deutschland. Sie unterhalten die Live2Give gGmbH mit Mulch-Gemüseanbau, einem Biohofladen, Bäckerei und Arzt-, Physio- und Ergotherapiepraxen.[8]
- Missionsgesellschaft zur Erhaltung und Förderung adventistischen Glaubensgutes (MEFAG): eine 1987 in Deutschland gegründete adventistische Splittergruppe mit Sitz in Berlin. Diese und ihre Abspaltungen arbeiten unter dem Namen Historische Adventisten.